# Formikarium

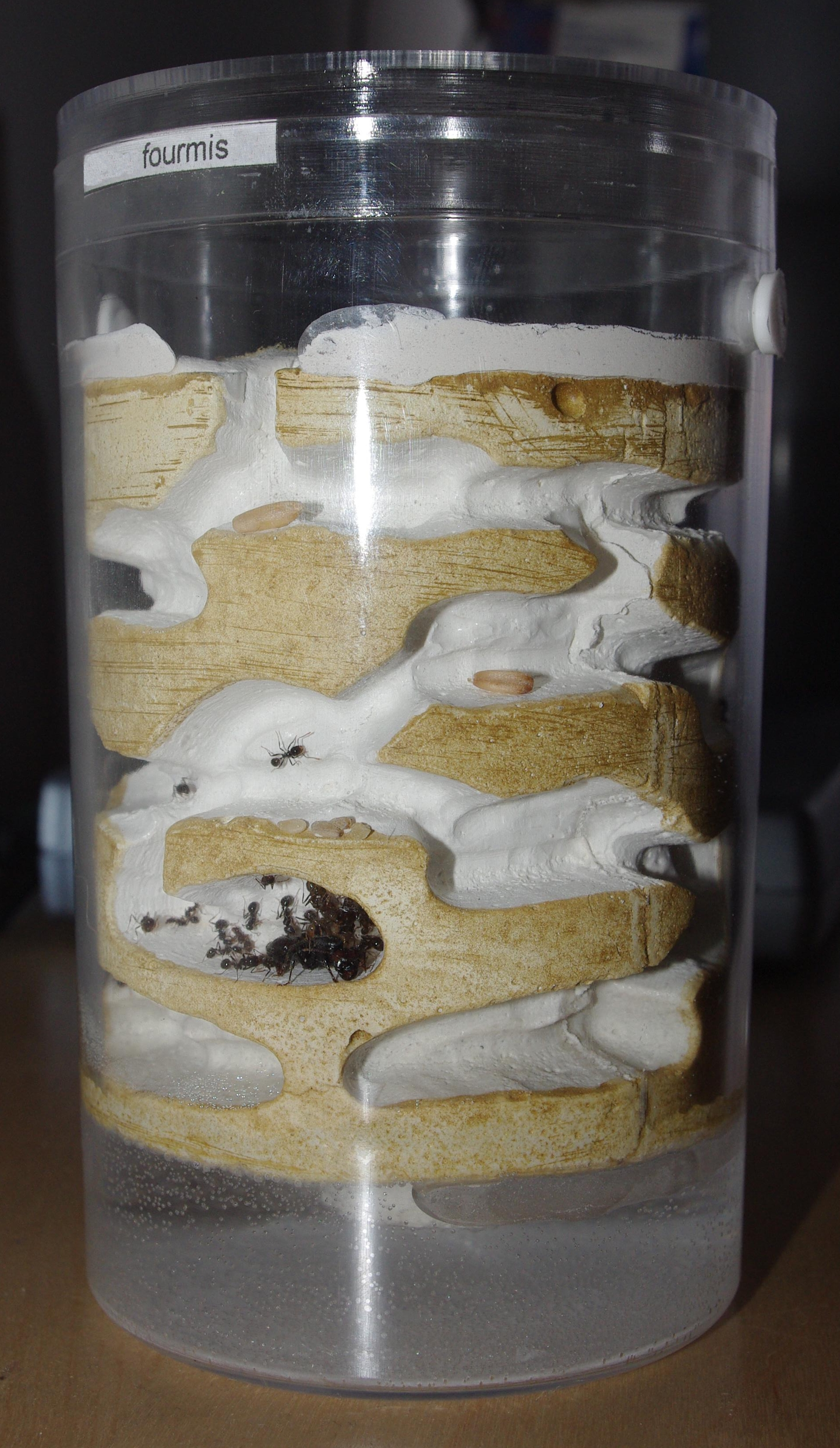
Formikarium

Formikarium (łac. formica – mrówka) – rodzaj insektarium, sztuczne mrowisko przeznaczone do hodowli mrówek i obserwacji żyjących w nim mrówek. Dziedzina zoologii zajmująca się badaniem mrówek to myrmekologia.
W zależności od zastosowanego materiału wyróżnia się formikaria:
- korkowe,
- gipsowe,
- gazobetonowe,
- ziemne,
- piaskowe,
- akrylowe.

Formikarium składa się części gniazdowej oraz wybiegu zwanego areną. W części gniazdowej żyje królowa składająca jaja oraz robotnice opiekujące się jajami i larwami. Wybieg pełni rolę miejsca, w którym mrówki zdobywają pożywienie oraz wynoszą nieczystości z gniazda.